# Brachyscleroma assamensis
Brachyscleroma assamensis är en stekelart som beskrevs av Gupta 1994. Brachyscleroma assamensis ingår i släktet Brachyscleroma och familjen brokparasitsteklar. Inga underarter finns listade.